# Tonghe (socken i Kina, Hunan)
Tonghe (kinesiska: 同和, 同和乡) är en socken i Kina. Den ligger i provinsen Hunan, i den södra delen av landet, omkring 260 kilometer söder om provinshuvudstaden Changsha. Antalet invånare är 5418. Befolkningen består av 2 603 kvinnor och 2 815 män. Barn under 15 år utgör 25,0 %, vuxna 15-64 år 62 %, och äldre över 65 år 11,0 %.
Genomsnittlig årsnederbörd är 1 843 millimeter. Den regnigaste månaden är augusti, med i genomsnitt 268 mm nederbörd, och den torraste är oktober, med 37 mm nederbörd.